# Geoffrey Enthoven
Geoffrey Enthoven (Wilrijk, 6 de mayo de 1974) es un director de cine belga. Ha realizado numerosos trabajos para televisión.

## Premios
En 2001, fue galardonado con el premio del público del Festival Internacional de Cine de Flandes-Gante por su película Les enfants de l'amour. La película Vidange Perdue ganó la Golden Rosa Camuna del Bergamo Film Meeting y el premio a mejor película del Festival Internacional de Cine de Mannheim-Heidelberg. En 2011, su película Hasta la vista ganó el Grand Prix des Americas del Festival Internacional de Cine de Montreal y la Espiga de Oro de la Semana Internacional de Cine de Valladolid.